# The President of the LSD Golf Club
The President of the LSD Golf Club è un album degli Hooverphonic uscito l'giorno 8 ottobre 2007.
È il primo lavoro discografico sotto etichetta PIAS che, per la band, segna il ritorno ad un sound più ricercato e trip-hop.
L'idea del disco è nata poco dopo la pubblicazione del doppio album No More Sweet Music in quanto, pare che da quest'ultimo siano rimaste inutilizzate molte demo che non sarebbero risultate adatte al concept del progetto.
È anche il primo album in studio ad essere stato registrato completamente live, infatti le registrazioni hanno richiesto solo 11 giorni, con una band composta da soli 6 elementi.
Il sound del disco è discorde con le produzioni precedenti in quanto non vi è più l'utilizzo di strumenti acustici come archi e fiati. È bensì presente il pianoforte e, in maniera più notevole, il mellotron, strumento dal sapore vintage che omogeneizza il sound di ogni brano dell'album.
Il desiderio di Alex Callier per questa release discografica è quello di pubblicare tutto il materiale registrato tramite b-side. Infatti solo 10 canzoni sono state selezionate per il lavoro definitivo, ma distribuite nei singoli e in promozioni varie vi sono tutti i brani "scarti" inediti più una cover dei Godley and Cream: Cry.
Il disco viene commercializzato solo in Belgio e Danimarca. Nel marzo 2008 viene distribuito anche in Europea escluso il Regno Unito.
La scelta per il primo singolo estratto in Europa è ricaduta su Gentle Storm, secondo singolo in Belgio, preceduto da Expedition Impossible e seguito da Circles.
Il titolo dell'album non ha alcun significato simbolico. Secondo Alex era un buon titolo che avrebbe ben funzionato se associato al sound del disco. Lo stesso titolo avrebbe voluto utilizzarlo per il terzo album The Magnificent Tree ma la casa discografica impedì questa scelta alquanto anti commerciale.

## Tracce
1. Stranger
2. 50 Watt
3. Expedition Impossible
4. Circles
5. Gentle Storm
6. The Eclipse Song
7. Billie
8. Black Marble Tiles
9. Stricly Out of Phase
10. Bohemian Laughter

### B-Sides
- Pink Flamingo Dream
- August
- The Perfect Dose
- Cry

The Perfect Dose è presente come traccia numero 11 nelle edizioni europee dell'album. In Belgio era stata pubblicata come b-side di Gentle Storm.

## Musicisti
- Geike Arnaert - Voci
- Alex Callier - Basso e voci
- Raymond Geerts - Chitarre
- Steven Van Havere - Batteria e percussioni
- Remko Kühne - Pianoforte, Farfisa, harpsichord, panet, rhodes
- Cédric Murrath - Mellotron, treated piano, moog e backing vocals